# Châtenay-Malabry
Châtenay-Malabry /ʃatˈnɛ malaˈbʁi/ è un comune francese di 32 814 abitanti situato nel dipartimento dell'Hauts-de-Seine nella regione dell'Île-de-France. 
È la sede dell'Agenzia francese di lotta contro il doping (Agence française de lutte contre le dopage), organismo del WADA (Agenzia internazionale anti-doping), assurto agli onori delle cronache per la sua lotta alla diffusione del CERA nel ciclismo.

## Storia

### Simboli
Il ramo di castagno fa riferimento all'origine del toponimo da castanetum ("castagneto"). La seconda partizione riprende il blasone dei Colbert, che furono signori del luogo.

## Società

### Evoluzione demografica
Abitanti censiti

## Istruzione
- CentraleSupélec
- École Centrale Paris

## Amministrazione

### Gemellaggi
- Bergneustadt, dal 1967
- Landsmeer, dal 1986
- Wellington, dal 2001
- Coo, dal 2006
- Bracciano, dal 2011